# Ireneusz Serwotka
Ireneusz Jerzy Serwotka (ur. 16 lipca 1961 w Radlinie, zm. 1 stycznia 2024) – polski działacz piłkarski i samorządowiec. Członek zarządu PZPN, były prezes Odry Wodzisław Śląski, prezydent Wodzisławia Śląskiego w latach 1997–2002, starosta wodzisławski (2016–2018).

## Życiorys
W młodości trenował piłkę nożną, był zawodnikiem Górnika Radlin. Zrezygnował z kariery sportowej w wieku 16 lat po stwierdzeniu arytmii serca. Ukończył studia na Akademii Ekonomicznej w Katowicach. Pracował w urzędzie miasta w Wodzisławiu Śląskim, później zajął się prowadzeniem działalności gospodarczej w ramach rodzinnego przedsiębiorstwa.
W 1993 został prezesem klubu piłkarskiego Odra Wodzisław. Funkcję tę pełnił do 2010 (z roczną przerwą w okresie 2007–2008), kiedy to zastąpił go Dariusz Kozielski. W tym okresie klub ten po raz pierwszy awansował do ekstraklasy (w 1996), pozostając w niej przez kilkanaście sezonów. Obejmował również funkcje w PZPN – członka zarządu i przewodniczącego jednego z wydziałów. W 2009 otrzymał tytuł honorowego członka związku. Zasiadł też w radzie nadzorczej Ekstraklasy S.A.
W marcu 1997 rada miasta powołała Ireneusza Serwotkę na urząd prezydenta Wodzisławia Śląskiego, utrzymał go po wyborach z 1998. W 2002 bez powodzenia ubiegał się o reelekcję, pozostając radnym miejskim. W wyborach samorządowych w 2006, 2010, 2014 i 2018 był wybierany na radnego powiatu wodzisławskiego.
W lutym 2016 został wybrany na starostę powiatu wodzisławskiego, zastępując odwołanego Tadeusza Skatułę. Zakończył urzędowanie w listopadzie 2018.
Zmarł 1 stycznia 2024. Uroczystości pogrzebowe miały miejsce 5 stycznia 2024 w kościele pod wezwaniem Ducha Świętego w Wodzisławiu Śląskim. Pochowany został na cmentarzu parafialnym przy kościele pod wezwaniem św. Marii Magdaleny w Wodzisławiu Śląskim.

## Odznaczenia
Odznaczony Srebrnym (2002) i Złotym (2018) Krzyżem Zasługi.